# عرسة جرابية حمراء الذيل
عرسة جرابية حمراء الذيل (الاسم العلمي: Phascogale Phascogale) (بالإنجليزية: red-tailed phascogale)‏ هي نوع من الثدييات تتبع جنس العرسة الجرابية من فصيلة الدصيوريات.